# Il traditore (film 1935)
Il traditore (The Informer) è un film del 1935 diretto da John Ford, tratto dall'omonimo romanzo di Liam O'Flaherty, vincitore di quattro Premi Oscar.
È stato presentato in concorso alla 3ª Mostra internazionale d'arte cinematografica di Venezia.

## Trama
Irlanda, 1922. Gypo Nolan è disoccupato e sopravvive con difficoltà nel clima della guerra civile. Bandito dai partigiani dell'IRA e dal Sinn Féin per non aver avuto il coraggio di uccidere un traditore, considerato, invece, un attivista nazionalista dagli occupanti inglesi, Gypo è abbandonato da tutti. Una situazione di fragilità che lo condurrà al tradimento e alla rovina.

## Riconoscimenti
- 1936 - Premio Oscar
  - Migliore regia a John Ford
  - Miglior attore protagonista a Victor McLaglen
  - Migliore sceneggiatura non originale a Dudley Nichols
  - Miglior colonna sonora a Max Steiner
  - Candidatura Miglior film alla RKO
  - Candidatura Miglior montaggio a George Hively
- 1935 - Mostra internazionale d'arte cinematografica
  - Candidatura Coppa Mussolini a John Ford
- 1935 - National Board of Review Award
  - Miglior film
  - Migliori dieci film
- 1936 - New York Film Critics Circle Award
  - Miglior film
  - Migliore regia a John Ford
  - Candidatura Miglior attore protagonista a Victor McLaglen

Nel 2018 è stato scelto per la conservazione nel National Film Registry della Biblioteca del Congresso degli Stati Uniti